# Тульско-Новомосковская агломерация
Ту́льско-Новомоско́вская агломера́ция — полицентрическая городская агломерация, включающая в себя часть территории Тульской области.

## История
Возникла во времена индустриализации из двух городов-ядер (Тулы и Новомосковска) с их спутниками и стала одной из немногих миллионных агломераций при городах-немиллионерах. В постсоветскую постиндустриальную эпоху испытывает очень значительную депопуляцию, с уменьшением численности населения от 1,3-1,4 до 1,0 млн.чел. Межрегиональным центром социально-экономического развития и притяжения центральной России не является.
Тула взаимосвязана сетью автомобильных дорог с другими промышленными центрами области — городами Щёкино, Новомосковск, Узловая, Киреевск, Донской, расположенными в пределах полуторачасовой доступности и образующими Тульско-Новомосковскую агломерацию. В пределах Тульско-Новомосковской агломерации наблюдается маятниковая миграция, осуществляются тесные культурно-бытовые и производственные связи. На территории Тульско-Новомосковской агломерации сложилось локальное компактное территориальное образование вокруг Новомосковска с особо тесными внутренними связями. На территории Тульско-Новомосковской агломерации формируются несколько кластеров — Новомосковский, Алексинский, Щекинский, Узловский. Входит в состав формирующегося вокруг Московской агломерации Центрального мегалополиса.
Администрация Тульской области заявляет о важности развития агломерации:

«Несомненно, эффективным механизмом, способным привлечь необходимые материальные и кадровые ресурсы для реализации этой задачи, станет формирование и развитие территориально-производственных кластеров — агломераций на территории области.

Формируется проект создания „Тульской агломерации“, которая в границах Тулы, Новомосковска, Щекина, Донского, Узловой, части Ленинского и Киреевского районов объединит более 1 миллиона человек и станет серьёзной базой экономического роста не только области, но и всего Центрального федерального округа.

Проект подразумевает развитие инфраструктуры, в первую очередь дорожной сети, что будет способствовать интенсивному развитию строительного и агропромышленного комплексов», — губернатор Тульской области Владимир Груздев.

## Состав

### Согласно «Схеме территориального планирования»

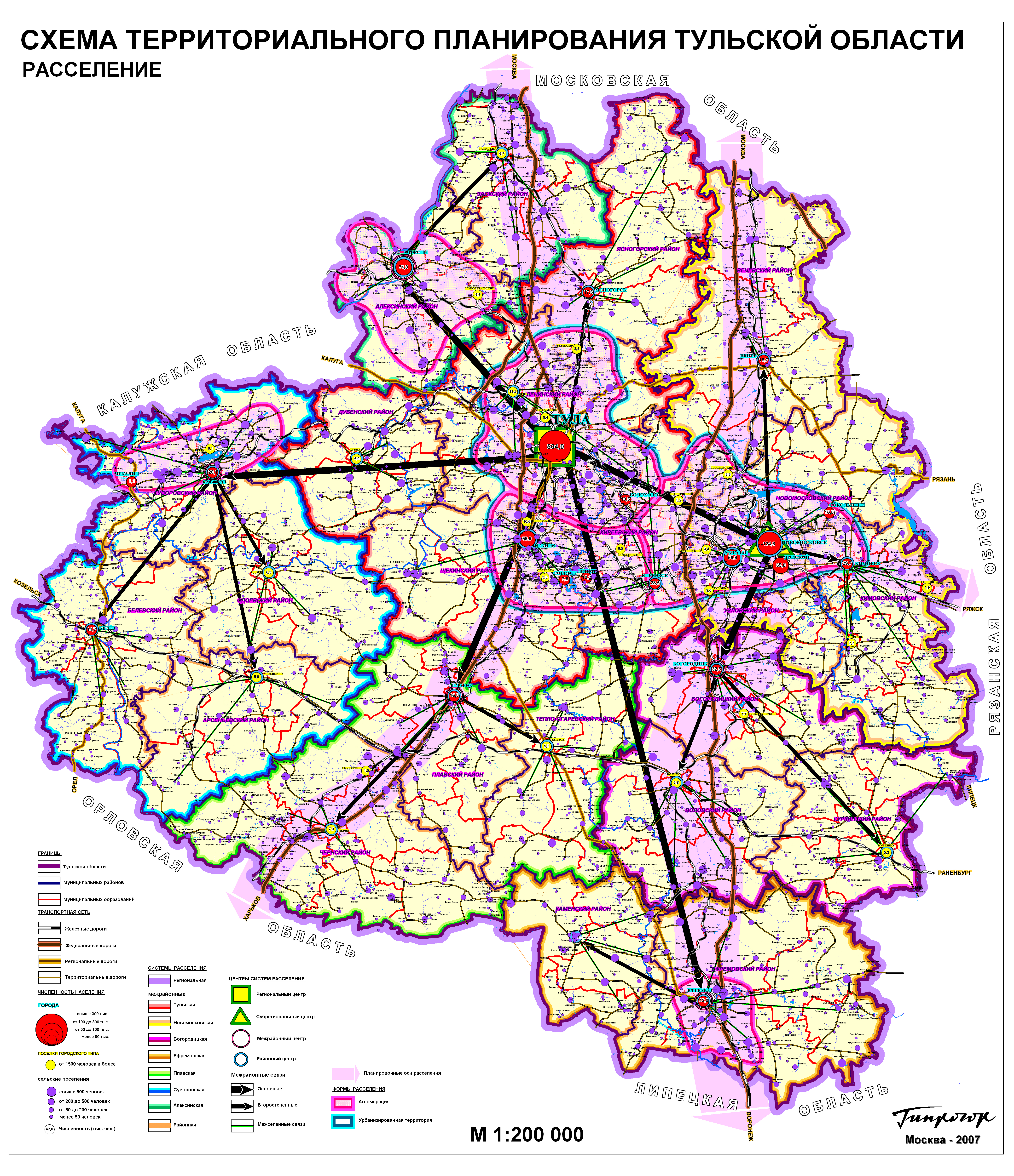
Местоположение Тульско-Новомосковской агломерации на карте Тульской области

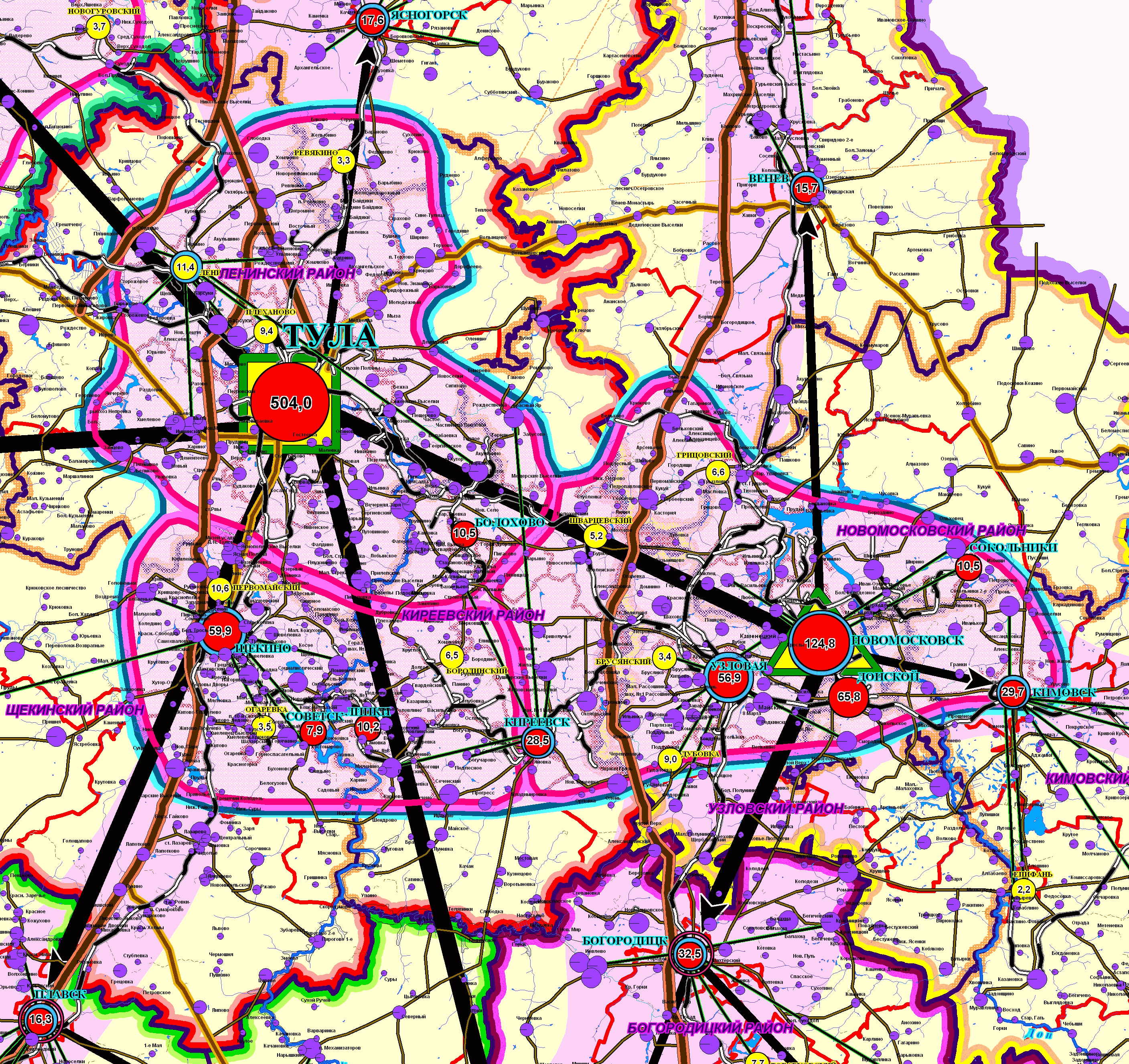
Тульско-Новомосковская агломерация согласно Схеме территориального планирования Тульской области. На схеме в структуре агломерации выделены собственно Тульская, Новомосковская и Щёкинская агломерации

«Схема территориального планирования Тульской области» является основным документом, регулирующим пространственное развитие Тульской области. В состав данной схемы входит и Схема расселения, в которой указаны как границы всей Тульско-Новомосковской агломерации, так и границы образующих её собственно Тульской, Новомосковской и Щекинской агломераций второго порядка. Границы Тульско-Новомосковской агломерации делимитированы так, что в её состав ни один район Тульской области не входит целиком. То же относится и к составляющим Тульско-Новомосковскую агломерацию агломерациям второго порядка.
Население агломерации составляет около 1 млн жителей.

#### Тульская агломерация

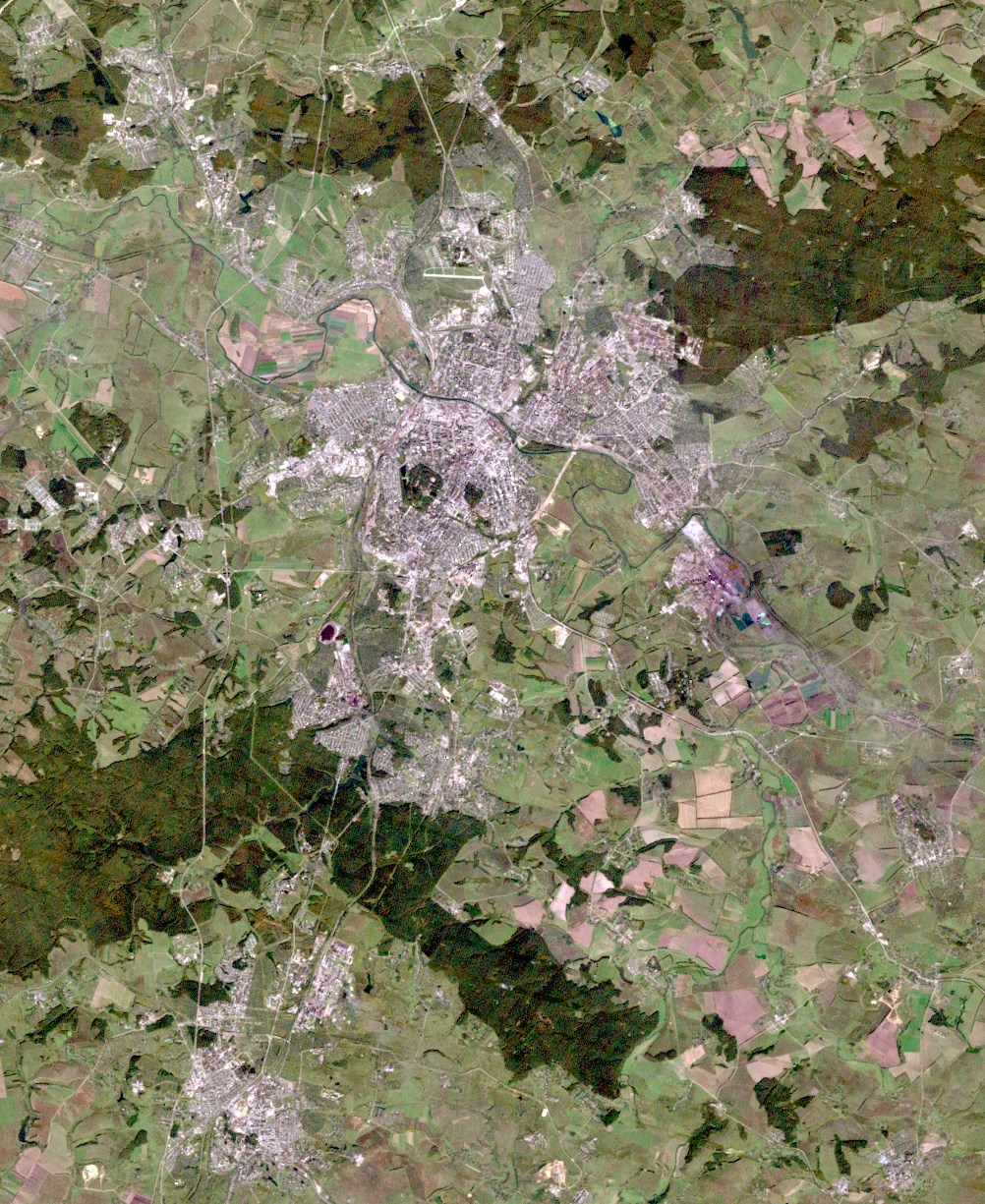
Тульская и Щёкинская агломерации второго порядка, снимок из космоса LandSat-7 (23 сентября 2006).

Численность населения составляет ок. 580 тыс. жит. Включает в себя:
- Городской округ Тула 493 тыс. жит.
- Бо́льшая часть Ленинского района 56 тыс. жит.

- Городское поселение пос. Ленинский (пос. Ленинский и пос. Барсуки) 11 тыс. жит
- Городское поселение пос. Плеханово 9 тыс. жит.
- Сельское поселение Хрущёвское 4 тыс. жит.
- Сельское поселение Рождественское (за исключением северной части) 6 тыс. жит.
- Сельское поселение Фёдоровское (восточная часть) 2 тыс. жит.
- Сельское поселение Обидимское (юго-восточная часть) 1 тыс. жит.
- Сельское поселение Иншинское (восточная часть) 8 тыс. жит.
- Сельское поселение Медвенское (западная часть) 2 тыс. жит.
- Сельское поселение Шатское (кроме северо-восточной части) 4 тыс. жит.
- Сельское поселение Ильинское (кроме крайней южной части) 9 тыс. жит.

- Южная часть Ясногорского района 4 тыс. жит.

- Городское поселение пос. Ревякино 3,3 тыс. жит.
- Сельское поселение Денисовское (юго-западная часть) 0,4 тыс. жит.
- Сельское поселение Архангельское (юго-восточная часть) 0,6 тыс. жит.

- Северо-западная часть Киреевского района

- Городское поселение Болохово 10 тыс. жит.
- Сельское поселение Красноярское (юго-западная часть)
- Сельское поселение Большекалмыкское (северная часть)
- Сельское поселение Новосельское (западная часть)

#### Новомосковская агломерация

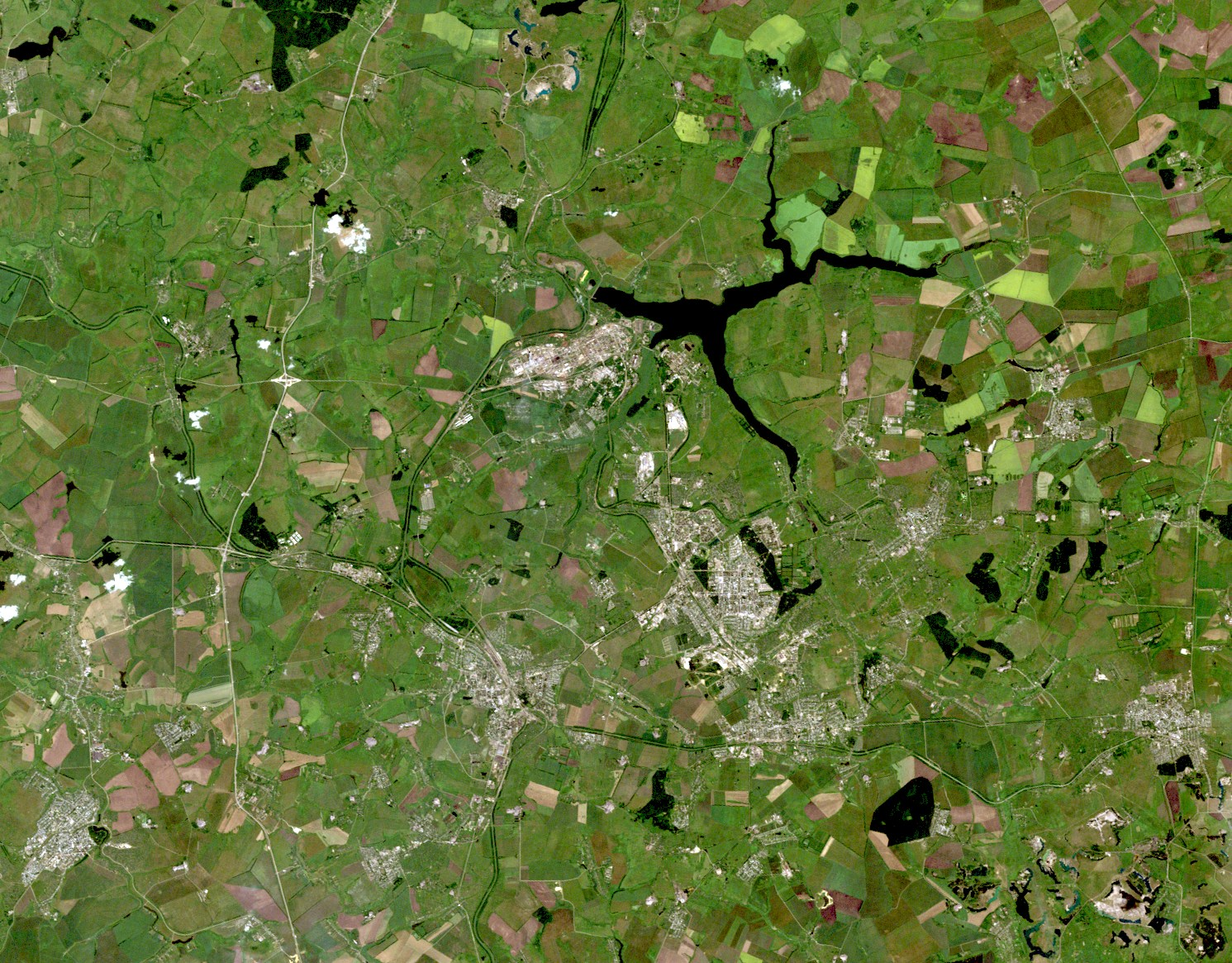
Новомосковская агломерация второго порядка, космический снимок LandSat-7 (23 сентября 2006 г.).

Численность населения составляет ок. 360—370 тыс. жит. Включает в себя:
- Городской округ г. Новомосковск (юго-западная часть) ок. 140 тыс. жит.:

- г. Новомосковск 131 тыс. жит.
- бывш. сельское поселение Рига-Васильевское (кроме северной части)
- бывш. сельское поселение Спасское (кроме северной части)

- Городской округ г. Донской 64 тыс. жит.
- Бо́льшая часть Узловского района (без южной части) 82 тыс. жит.:

- Городское поселение Узловая 56 тыс. жит.
- Городское поселение Брусянский 3 тыс. жит.
- Городское поселение Дубовка 9 тыс. жит.
- Сельское поселение Каменецкое 4 тыс. жит.
- Сельское поселение Майское 3 тыс. жит.
- Сельское поселение Партизанское 5 тыс. жит.
- Сельское поселение Смородинское (северная часть) 2 тыс. жит.
- Сельское поселение Фёдоровское (северная часть)

- Северо-западная часть Кимовского района св. 30 тыс. жит.:

- Городское поселение Кимовск 29 тыс. жит.
- Сельское поселение Пронское (бо́льшая часть, кроме восточной части)

- Юго-западная часть Венёвского района св. 6 тыс. жит.:

- Городское поселение Грицовский 6 тыс. жит.
- Сельское поселение Южное (южная половина)

- Восточная часть Киреевского района св. 30 тыс. жит.:

- Городское поселение Киреевск 25 тыс. жит.
- Городское поселение Шварцевский 5 тыс. жит.
- Сельское поселение Дедиловское сельское поселение (бо́льшая часть, кроме фрагмента южной части)
- Сельское поселение Богучаровское (небольшой фрагмент к югу от Киреевска)
- Сельское поселение Новосельское (восточная часть)

#### Щёкинская агломерация
Численность населения составляет ок. 120 тыс. жит. Включает в себя:
- Северо-восточная часть Щёкинского района 97 тыс. жит.:

- Городское поселение г. Щёкино 59 тыс.
- Городское поселение г. Советск 8 тыс. жит.
- Городское поселение пос. Первомайский 10 тыс. жит.
- Городское поселение пос. Огарёвка 3 тыс. жит.
- Сельское поселение Головеньковское (восточная часть) 5 тыс. жит.
- Сельское поселение Лазаревское (северная часть) 2 тыс. жит.
- Сельское поселение Костомаровское (бо́льшая часть, кроме южной части) 4 тыс. жит.
- Сельское поселение Ломинцевское 6 тыс.

- Западная часть Киреевского района

- Городское поселение г. Липки 10 тыс. жит.
- Городское поселение пос. Бородинский 7 тыс. жит.
- Сельское поселение Сельское поселение Большекалмыкское (южная часть)
- Сельское поселение Приупское
- Сельское поселение Богучаровское (северная часть)

- Небольшие фрагменты южной части Ленинского района (часть Тульских засек, без населённых пунктов).

Согласно Положению о территориальном планировании, входящему в состав Схемы территориального планирования Щёкинского района:
«Город Советск, рабочие посёлки Первомайский, Ломинцевский, Огарёвка, посёлки Социалистический образуют групповую систему расселения, центром которой является город Щёкино. Перечисленные поселения выполняют функции кустовых центров и являются центрами второго порядка.»

### Укрупнённая оценка площади и населения
Включает в себя, помимо Тулы и Новомосковска, город Донской, а также районы Киреевский, Узловский и Щёкинский. Значительные части указанных районов не входят в состав агломерации, но из итога не были исключены из-за недостатка статистических данных по этим частям.
| МО               | Площадь, км² | Население, чел. (2024) |
| ---------------- | ------------ | ---------------------- |
| ГО Тула          | 1495,56      | 538 297                |
| ГО Новомосковск  | 888          | 129 639                |
| ГО Донской       | 47,6         | 62 255                 |
| Киреевский район | 930,98       | 73 376                 |
| Узловский район  | 631,25       | 75 414                 |
| Щёкинский район  | 1393,40      | 101 699                |
| Итого            | 5386,79      | 980 680                |

## Экономика

#### Химическая и нефтехимическая
Производство минеральных удобрений:
- Новомосковская акционерная компания «Азот», которая входит в состав Минерально-химической компании «ЕвроХим»
- Компания «Щёкиноазот»

Бытовая химия Новомосковскбытхим — Procter & Gamble)
- Производство синтетических смол и пластических масс (Узловая),
- Производство синтетических красителей, химических волокон и нитей (Щёкино).

#### Машиностроение
Оборонное (КБП, Тульский оружейный завод), сельскохозяйственное (Тула), электроника (Донской), подъемно-транспортное, горно-шахтное и горно-рудное (Тула), химическое и нефтехимическое, машиностроение для лёгкой и пищевой промышленности.

#### Пищевая промышленность
Наиболее яркие представители — производители знаменитых пряников, кондитерские фабрики «Старая Тула» и «Ясная Поляна». Крупными представителями отрасли является Тульский комбинат хлебопродуктов.

#### Металлургия
Производство черных металлов полного цикла (Тула), порошковая и цветная металлургия (Тула).
Кроме того, представлены промышленность строительных материалов (ведётся строительство цементного завода мощностью 2 млн т/год в Новогуровском) и лёгкая (текстильная, швейная) промышленность.

#### Энергетика
Действуют: Щёкинская ГРЭС (400 МВт) и Новомосковская ГРЭС (234 МВт, 302 Гкал/час), Первомайская ТЭЦ (125 МВт, 674 Гкал/час). Все перечисленные станции принадлежат Тульскому филиалу Квадра.

#### Топливная промышленность
Основана на запасах бурого угля, на 2002 год ещё действовали 3 шахты («Подмосковная» и «Бельковская» в Венёвском, «Васильевская» в Киреевском районе) и 1 разрез «Кимовский». Добыча в 2001 году составила 1 млн тонн (в 1980-е показатель достигал 25 млн тонн в год), что покрывает потребность в исходных энергоресурсах на чуть более 10 %. В 2000-х годах начала действовать программа ликвидации угольных выработок. Шахта Васильевская была закрыта в 2004 году, шахта Бельковская — в 2006 году, шахта Подмосковная — в июле 2009 года. По состоянию на 2016 год, действует лишь Новольвовский участок разреза Кимовский — около села Петрушино Рязанской области.